# Copa ULEB 2007-08
La temporada 2007-08 de la Copa ULEB (la segunda competición de clubes de baloncesto de Europa) fue la 6.ª edición de la Copa ULEB y la última edición de la Copa ULEB. Se disputó del 5 de noviembre de 2007 al 13 de abril de 2008 y la organizó la Unión de Ligas Europeas de Baloncesto (ULEB).

## Formato de la competición
Para esta temporada la competición contiene 54 equipos en la fase de grupos. Hay 9 grupos, cada uno con 6 equipos. Los 54 equipos se clasificaron directamente a la Copa ULEB. Los tres o cuatro mejores equipos de cada grupo de la fase de grupos avanzan al  Last 32. En esta fase se juega en un formato de ida y de vuelta, determinada por un marcador global. El equipo mejor clasificado del fase de grupos juega el segundo partido de la serie en casa. Los 16 ganadores de los Last 32 avanzarán al Last 16. En esta fase se juega en un formato de ida y de vuelta, determinada por un marcador global. El equipo mejor clasificado de la fase de grupos juega el segundo partido de la serie en casa.
Los 8 ganadores del Last 16 avanzarán a la Final Eight. En esta fase se juega a partido único en el Palavela de Turín. La Final Eight es la etapa culminante de la temporada, y se celebró en abril de 2008. Los cuartos de final se disputaron el 10 y el 11 de abril de 2008, donde los cuatro ganadores se clasifican para las semifinales. Las semifinales se disputaron el 12 de abril de 2008, donde los dos perdedores se clasifican para el partido por el tercer puesto y los dos ganadores se clasifican para el partido por el campeonato. El partido por el tercer puesto y el partido por el campeonato se disputaron el 13 de abril de 2008. El ganador de esta competición se gana una plaza en la fase de grupos de la Euroleague de la próxima temporada.

## Equipos
| Campeón | Subcampeón | Semifinales | Cuartos de final | Last 16 | Last 32 | Fase de grupos |

| País                 | Equipos | Equipos                | Equipos                | Equipos             |
| -------------------- | ------- | ---------------------- | ---------------------- | ------------------- |
| Alemania             | 5       | Alba Berlín            | Artland Dragons        | D. Bank Skyliners   |
| Alemania             | 5       | Köln 99ers             | Ludwigsburg            |                     |
| Francia              | 5       | Asvel Basket           | Elan Chalon            | Pau-Orthez          |
| Francia              | 5       | SLUC Nancy             | Strasbourg             |                     |
| España               | 4       | Akasvayu Girona        | DKV Joventut           |                     |
| España               | 4       | Kalise Gran Canaria    | Pamesa Valencia        |                     |
| Rusia                | 4       | Dynamo Moscow          | Khimki                 |                     |
| Rusia                | 4       | Triumph Lyubertsy      | Unics Kazan            |                     |
| Bélgica              | 3       | Antwerp Giants         | Spirou Charleroi       | Telindus Oostende   |
| Polonia              | 3       | Anwil Wloclawek        | ASCO Slask Wroclaw     | PGE Turów Zgorzelec |
| Serbia               | 3       | BC Hemofarm Stada      | FMP                    | Red Star            |
| Turquía              | 3       | Besiktas Cola Turka    | Galatasaray Cafe Crown | Turk Telekom        |
| Grecia               | 2       | Panellinios GS         | Panionios On Telecoms  |                     |
| Israel               | 2       | Hapoel Galil Elyon     | Hapoel Jerusalem       |                     |
| Italia               | 2       | Beghelli Bologna       | Benetton Tamoil        |                     |
| Letonia              | 2       | ASK Riga               | BK Ventspils           |                     |
| Países Bajos         | 2       | EiffelTowers Den Bosch | Hanzevast Capitals     |                     |
| Ucrania              | 2       | Azovmash Mariupol      | BC Kiev                |                     |
| Austria              | 1       | Swans Gmunden          |                        |                     |
| Bosnia y Herzegovina | 1       | KK Bosna               |                        |                     |
| Bulgaria             | 1       | Lukoil Academic        |                        |                     |
| Croacia              | 1       | Zadar                  |                        |                     |
| Estonia              | 1       | BC Kalev/Cramo         |                        |                     |
| Lituania             | 1       | Siauliai               |                        |                     |
| Montenegro           | 1       | KK Buducnost           |                        |                     |
| Portugal             | 1       | Ovarense Aerosoles     |                        |                     |
| Reino Unido          | 1       | Guildford Heat         |                        |                     |
| República Checa      | 1       | CEZ Nymburk            |                        |                     |
| Rumania              | 1       | CSU Asesoft            |                        |                     |
| Suiza                | 1       | Benetton Fribourg      |                        |                     |

## Fase de grupos
| Clasificados para el Last 32 | Eliminados |

|    | Equipo         | PJ | PG | PP | PF  | PC  | +/-  |
| -- | -------------- | -- | -- | -- | --- | --- | ---- |
| 1. | DKV Joventut   | 10 | 9  | 1  | 913 | 675 | +238 |
| 2. | Turk Telekom   | 10 | 9  | 1  | 920 | 831 | +89  |
| 3. | KK Bosna       | 10 | 4  | 6  | 860 | 880 | -20  |
| 4. | Siauliai       | 10 | 4  | 6  | 781 | 826 | -45  |
| 5. | Alba Berlín    | 10 | 4  | 6  | 790 | 815 | -25  |
| 6. | Guildford Heat | 10 | 0  | 10 | 689 | 926 | -237 |

|    | Equipo              | PJ | PG | PP | PF  | PC  | +/-  |
| -- | ------------------- | -- | -- | -- | --- | --- | ---- |
| 1. | Besiktas Cola Turka | 10 | 10 | 0  | 823 | 704 | +119 |
| 2. | BK Ventspils        | 10 | 6  | 4  | 829 | 765 | +64  |
| 3. | Köln 99ers          | 10 | 6  | 4  | 792 | 808 | -16  |
| 4. | Elan Chalon         | 10 | 5  | 5  | 807 | 795 | +12  |
| 5. | FMP                 | 10 | 3  | 7  | 752 | 779 | -27  |
| 6. | Ovarense Aerosoles  | 10 | 0  | 10 | 760 | 912 | -152 |

|    | Equipo                 | PJ | PG | PP | PF  | PC  | +/-  |
| -- | ---------------------- | -- | -- | -- | --- | --- | ---- |
| 1. | Akasvayu Girona        | 10 | 7  | 3  | 846 | 747 | +99  |
| 2. | Galatasaray Cafe Crown | 10 | 7  | 3  | 805 | 725 | +80  |
| 3. | BC Hemofarm Stada      | 10 | 6  | 4  | 822 | 813 | +9   |
| 4. | CSU Asesoft            | 10 | 4  | 6  | 758 | 763 | -5   |
| 5. | Spirou Charleroi       | 10 | 4  | 6  | 718 | 747 | -29  |
| 6. | Hanzevast Capitals     | 10 | 2  | 8  | 761 | 915 | -154 |

|    | Equipo            | PJ | PG | PP | PF  | PC  | +/- |
| -- | ----------------- | -- | -- | -- | --- | --- | --- |
| 1. | Pamesa Valencia   | 10 | 8  | 2  | 798 | 730 | +68 |
| 2. | Khimki            | 10 | 8  | 2  | 849 | 790 | +59 |
| 3. | Azovmash Mariupol | 10 | 6  | 4  | 791 | 796 | -5  |
| 4. | SLUC Nancy        | 10 | 4  | 6  | 796 | 794 | +2  |
| 5. | Anwil Wloclawek   | 10 | 4  | 6  | 751 | 783 | -32 |
| 6. | D. Bank Skyliners | 10 | 0  | 10 | 700 | 792 | -92 |

|    | Equipo             | PJ | PG | PP | PF  | PC  | +/-  |
| -- | ------------------ | -- | -- | -- | --- | --- | ---- |
| 1. | Triumph Lyubertsy  | 10 | 8  | 2  | 792 | 686 | +106 |
| 2. | KK Buducnost       | 10 | 7  | 3  | 781 | 709 | +72  |
| 3. | Swans Gmunden      | 10 | 5  | 5  | 748 | 763 | -15  |
| 4. | Antwerp Giants     | 10 | 4  | 6  | 754 | 791 | -37  |
| 5. | Hapoel Galil Elyon | 10 | 3  | 7  | 784 | 839 | -55  |
| 6. | Benetton Fribourg  | 10 | 3  | 7  | 737 | 808 | -71  |

|    | Equipo            | PJ | PG | PP | PF  | PC  | +/-  |
| -- | ----------------- | -- | -- | -- | --- | --- | ---- |
| 1. | Dynamo Moscow     | 10 | 8  | 2  | 913 | 809 | +104 |
| 2. | Telindus Oostende | 10 | 6  | 4  | 814 | 799 | +15  |
| 3. | Red Star          | 10 | 6  | 4  | 839 | 848 | -9   |
| 4. | CEZ Nymburk       | 10 | 5  | 5  | 825 | 802 | +23  |
| 5. | Beghelli Bologna  | 10 | 4  | 6  | 745 | 759 | -14  |
| 6. | Panellinios GS    | 10 | 1  | 9  | 722 | 841 | -119 |

|    | Equipo                | PJ | PG | PP | PF  | PC  | +/-  |
| -- | --------------------- | -- | -- | -- | --- | --- | ---- |
| 1. | Kalise Gran Canaria   | 10 | 8  | 2  | 820 | 752 | +68  |
| 2. | Asvel Basket          | 10 | 6  | 4  | 864 | 809 | +55  |
| 3. | Panionios On Telecoms | 10 | 5  | 5  | 822 | 818 | +4   |
| 4. | ASCO Slask Wroclaw    | 10 | 5  | 5  | 785 | 760 | +25  |
| 5. | Ludwigsburg           | 10 | 3  | 7  | 811 | 852 | -41  |
| 6. | BC Kalev/Cramo        | 10 | 3  | 7  | 727 | 838 | -111 |

|    | Equipo          | PJ | PG | PP | PF  | PC  | +/-  |
| -- | --------------- | -- | -- | -- | --- | --- | ---- |
| 1. | Benetton Tamoil | 10 | 7  | 3  | 833 | 762 | +71  |
| 2. | BC Kiev         | 10 | 7  | 3  | 802 | 735 | +67  |
| 3. | Lukoil Academic | 10 | 6  | 4  | 886 | 811 | +75  |
| 4. | Artland Dragons | 10 | 5  | 5  | 723 | 793 | -70  |
| 5. | ASK Riga        | 10 | 3  | 7  | 723 | 728 | -5   |
| 6. | Pau-Orthez      | 10 | 2  | 8  | 692 | 830 | -138 |

| \| \| Equipo \| PJ \| PG \| PP \| PF \| PC \| +/- \| \| -- \| ---------------------- \| -- \| -- \| -- \| --- \| --- \| --- \| \| 1. \| PGE Turów Zgorzelec \| 10 \| 8 \| 2 \| 743 \| 695 \| +48 \| \| 2. \| Zadar \| 10 \| 6 \| 4 \| 850 \| 761 \| +89 \| \| 3. \| Unics Kazan \| 10 \| 5 \| 5 \| 799 \| 732 \| +67 \| \| 4. \| Hapoel Jerusalem \| 10 \| 5 \| 5 \| 820 \| 856 \| -36 \| \| 5. \| EiffelTowers Den Bosch \| 10 \| 3 \| 7 \| 788 \| 863 \| -75 \| \| 6. \| Strasbourg \| 10 \| 3 \| 7 \| 688 \| 781 \| -93 \| |                        |    |    |    |     |     |     |
| | Equipo                 | PJ | PG | PP | PF  | PC  | +/- |
| 1. | PGE Turów Zgorzelec    | 10 | 8  | 2  | 743 | 695 | +48 |
| 2. | Zadar                  | 10 | 6  | 4  | 850 | 761 | +89 |
| 3. | Unics Kazan            | 10 | 5  | 5  | 799 | 732 | +67 |
| 4. | Hapoel Jerusalem       | 10 | 5  | 5  | 820 | 856 | -36 |
| 5. | EiffelTowers Den Bosch | 10 | 3  | 7  | 788 | 863 | -75 |
| 6. | Strasbourg             | 10 | 3  | 7  | 688 | 781 | -93 |

## Last 32
|    | Equipo                 | Serie   | Equipo                | Ida   | Vuelta |
| -- | ---------------------- | ------- | --------------------- | ----- | ------ |
| A. | Dynamo Moscow          | 177-161 | ASCO Slask Wroclaw    | 85-78 | 92-83  |
| B. | BK Ventspils           | 119-140 | Lukoil Academic       | 64-67 | 55-73  |
| C. | BC Kyiv                | 133-121 | Telindus Oostende     | 65-61 | 68-60  |
| D. | PGE Turów Zgorzelec    | 129-127 | CEZ Nymburk           | 61-61 | 68-66  |
| E. | Akasvayu Girona        | 163-150 | Elan Chalon           | 85-93 | 78-57  |
| F. | KK Buducnost           | 134-155 | BC Hemofarm Stada     | 56-82 | 78-73  |
| G. | Turk Telekom           | 161-184 | Unics Kazan           | 65-91 | 96-93  |
| H. | Triumph Lyubertsy      | 157-161 | Artland Dragons       | 75-81 | 82-80  |
| I. | DKV Joventut           | 166-115 | Swans Gmunden         | 89-59 | 77-56  |
| J. | Khimki                 | 187-141 | Köln 99ers            | 91-72 | 96-69  |
| K. | Zadar                  | 157-142 | Azovmash Mariupol     | 80-82 | 77-60  |
| L. | Pamesa Valencia        | 141-131 | Panionios On Telecoms | 59-70 | 82-61  |
| M. | Besiktas Cola Turka    | 146-141 | Hapoel Jerusalem      | 73-88 | 73-53  |
| N. | Benetton Tamoil        | 153-164 | Red Star              | 71-81 | 82-83  |
| O. | Galatasaray Cafe Crown | 145-144 | Asvel Basket          | 69-69 | 76-75  |
| P. | Kalise Gran Canaria    | 171-158 | KK Bosna              | 82-89 | 89-69  |

## Last 16
|    | Equipo              | Serie   | Equipo                 | Ida   | Vuelta |
| -- | ------------------- | ------- | ---------------------- | ----- | ------ |
| A. | Dynamo Moscow       | 192-152 | Lukoil Academic        | 89-75 | 103-77 |
| B. | PGE Turów Zgorzelec | 129-126 | BC Kiev                | 71-59 | 58-67  |
| C. | Akasvayu Girona     | 156-133 | BC Hemofarm Stada      | 80-71 | 76-62  |
| D. | Unics Kazan         | 152-139 | Artland Dragons        | 78-80 | 74-59  |
| E. | DKV Joventut        | 165-127 | Khimki                 | 96-73 | 69-54  |
| F. | Pamesa Valencia     | 162-144 | Zadar                  | 69-74 | 93-70  |
| G. | Besiktas Cola Turka | 161-149 | Red Star               | 80-80 | 81-69  |
| H. | Kalise Gran Canaria | 162-178 | Galatasaray Cafe Crown | 74-99 | 88-79  |

## Final Eight
|  | Cuartos de final    | Cuartos de final |                 |               | Semifinales | Semifinales |               |                 | Final        | Final |  |
|  |                     |                  |                 |               |             |             |               |                 |              |       |  |
|  |                     |                  |                 |               |             |             |               |                 |              |       |  |
|  | Dynamo Moscow       | 78               |                 |               |             |             |               |                 |              |       |  |
|  | Dynamo Moscow       | 78               |                 |               |             |             |               |                 |              |       |  |
|  | PGE Turów           | 63               |                 |               |             |             |               |                 |              |       |  |
|  | PGE Turów           | 63               |                 | Dynamo Moscow | 78          |             |               |                 |              |       |  |
|  |                     |                  |                 | Dynamo Moscow | 78          |             |               |                 |              |       |  |
|  |                     |                  | Akasvayu Girona | 81            |             |             |               |                 |              |       |  |
|  | Akasvayu Girona     | 75               | Akasvayu Girona | 81            |             |             |               |                 |              |       |  |
|  | Akasvayu Girona     | 75               |                 |               |             |             |               |                 |              |       |  |
|  | Unics Kazan         | 66               |                 |               |             |             |               |                 |              |       |  |
|  | Unics Kazan         | 66               |                 |               |             |             |               | Akasvayu Girona | 54           |       |  |
|  |                     |                  |                 |               |             |             |               | Akasvayu Girona | 54           |       |  |
|  |                     |                  | DKV Joventut    | 79            |             |             |               |                 |              |       |  |
|  | DKV Joventut        | 77               | DKV Joventut    | 79            |             |             |               |                 |              |       |  |
|  | DKV Joventut        | 77               |                 |               |             |             |               |                 |              |       |  |
|  | Pamesa Valencia     | 67               |                 |               |             |             |               |                 |              |       |  |
|  | Pamesa Valencia     | 67               |                 | DKV Joventut  | 90          |             |               | Tercer lugar    | Tercer lugar |       |  |
|  |                     |                  |                 | DKV Joventut  | 90          |             |               | Tercer lugar    | Tercer lugar |       |  |
|  |                     |                  | Galatasaray     | 83            |             |             |               |                 |              |       |  |
|  | Besiktas Cola Turka | 60               | Galatasaray     | 83            |             |             | Dynamo Moscow | 84              |              |       |  |
|  | Besiktas Cola Turka | 60               |                 |               |             |             | Dynamo Moscow | 84              |              |       |  |
|  | Galatasaray         | 61               |                 |               |             |             |               |                 | Galatasaray  | 67    |  |
|  | Galatasaray         | 61               |                 |               |             |             |               |                 | Galatasaray  | 67    |  |
|  |                     |                  |                 |               |             |             |               |                 |              |       |  |

| Campeones de la Copa ULEB 2007-08 |
| --------------------------------- |
| DKV Joventut Primer título        |

## Galardones

### MVP de la Final Eight
| Pos. | Jugador        | Equipo       |
| ---- | -------------- | ------------ |
| E    | Rudy Fernández | DKV Joventut |

| Predecesor: Copa ULEB 2006-07 | Copa ULEB 2007-08 | Sucesor: Eurocup 2008-09 |